# 古里温泉
古里温泉（ふるさとおんせん）は、鹿児島県鹿児島市古里町（旧国大隅国）にある温泉。

## 泉質
- 塩化物泉
  - 源泉温度48℃

## 温泉街
桜島の南側の海岸沿いに温泉街が広がる。ホテルは2軒のみ現存する。
桜島の噴火による降灰の影響を受けやすく、各旅館の露天風呂は急遽入浴できなくなることがある。また、共同浴場はかつて海沿いに存在したが現存はしていない。そのため、日帰り入浴は各旅館の日帰り受付を利用することになる。
かつて営業していた古里観光ホテルは、2012年9月30日で全ての営業を停止して全従業員を解雇し、2012年10月2日には鹿児島地裁に自己破産を申し立てて倒産した。そのため、白い浴衣のような湯着を着用して入浴する特色があった同ホテルの龍神露天風呂は現在利用できない。
当地は林芙美子の出身地であり、その関係で林芙美子の歌碑、銅像が温泉街にある。

## 歴史
宝暦5年 (1755年) 4月8日に発見されたという伝承があり、釈迦の誕生日であったことから「仏の湯」と呼ばれたという。一方で鹿児島市の資料では安永8年（1779年）10月1日の桜島噴火で湧出したとあり、地元の地域振興計画書にも「安永大噴火の噴火によって湧出した温泉」とある。
1914年の桜島の大正大噴火で被害を受け、旅館1軒、下宿屋1軒のみとなったが、昭和初期には下宿屋9軒にまで復興した。

## アクセス
- 船：桜島港よりバスで約20分。